# Georges Nagelmackers
Georges Nagelmackers (Liegi, 25 giugno 1845 – Château de Villepreux, 10 luglio 1905) è stato un imprenditore belga.

## Biografia

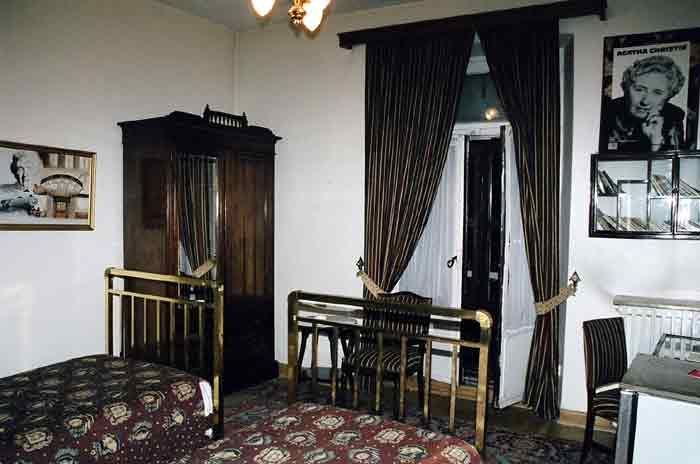
La stanza dell'hotel Pera Palas ad Istanbul, realizzato da Georges Nagelmackers, dove Agatha Christie scrisse Assassinio sull'Orient Express

Ingegnere civile, apparteneva a una famiglia di banchieri. La Banque Nagelmackers era la più antica banca nel territorio belga, fondata nel 1747 da Pierre Nagelmackers, all'origine della fortuna della famiglia. Per evitare il matrimonio fra lui e una prima cugina, che avrebbe destato scandalo, suo padre lo inviò negli Stati Uniti. Durante la traversata in transatlantico, ebbe modo di conoscere e di scambiare opinioni con Samuel Cunard, fondatore della Cunard Line, interessandosi dell'accoglienza e del servizio clienti sui piroscafi. Una volta sbarcato, viaggiò per molti mesi come turista nel territorio americano, salì a bordo dei treni notturni messi in servizio dalla Pullman Company che consentivano anche di dormire, ma constatò le lamentele di molti clienti, in particolare delle donne, che criticavano la mancanza di privacy.
Tornato a Liegi, Nagelmackers si occupò di miniere e altiforni che erano parte dell'azienda di famiglia, tuttavia scrisse e pubblicò a sue spese un opuscolo,  Projet d'installation de wagons-lits sur les chemins de fer du continent (Progetto di installazione di vagoni-letto sulle ferrovie del continente) che non ebbe immediatamente seguito per lo scoppio della guerra franco-prussiana, ma che provocò l'ostilità della famiglia che temeva uno spreco inutile di denaro.
Dopo aver cercato di risolvere gli inconvenienti legati alla diversità di norme nei vari paesi europei, Nagelmackers fece costruire un prototipo e ottenne da re Leopoldo II l'autorizzazione a effettuare un viaggio di prova da Parigi a Vienna nel 1872. Era la prima volta che si parlava di vagone letto e la novità venne accolta molto favorevolmente ma, per continuare, l'imprenditore necessitava di un importante sostegno economico. Sulla piazza finanziaria di Londra, conobbe William D'Alton Mann, un ex militare americano che aveva depositato un brevetto di vagone-letto al quale non si era interessato nessuno. Insieme progettarono una carrozza a scompartimenti, con porte che si aprivano su un corridoio laterale, permettendo al viaggiatore di recarsi alla toilette situata in fondo alla carrozza. William Mann riuscì a convincere il futuro re Edoardo VII, allora Principe di Galles, a utilizzare una di queste vetture per raggiungere San Pietroburgo e partecipare al matrimonio di suo cugino. Da allora fu facile ottenere finanziamenti e nel 1876 nacque così la Compagnie Internationale des Wagons-Lits (CIWL), poi l'Orient-Express e la Transiberiana.

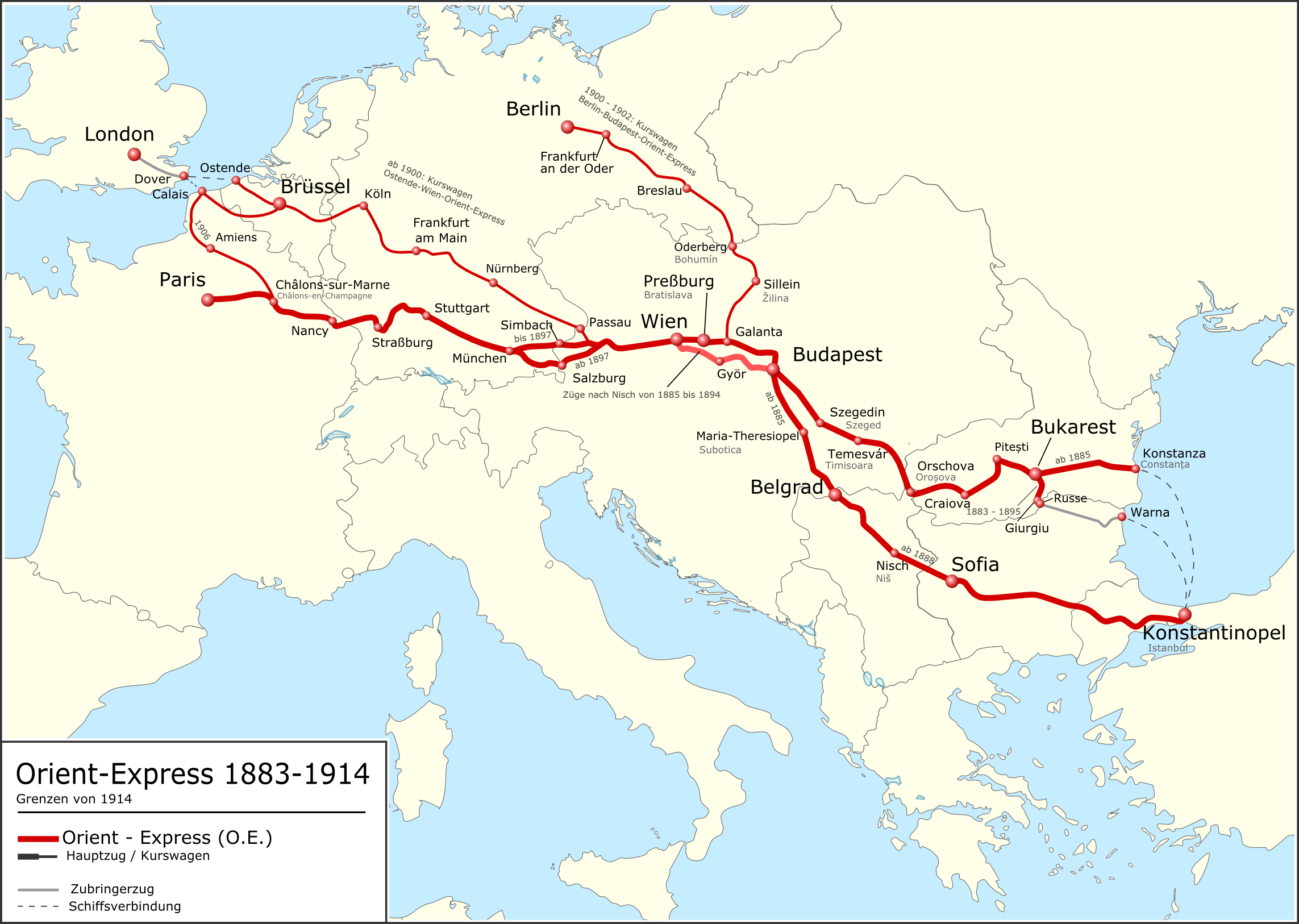
L'Orient-Express dal 1883 al 1914.

L'intraprendenza di Nagelmackers tuttavia non si limitò ai soli treni, ma si occupò anche del comfort dei passeggeri una volta arrivati a destinazione. Raramente infatti si trovavano alloggi all'altezza delle aspettative, così la CIWL mise insieme la prima catena al mondo di alberghi di lusso, dove i ricchi viaggiatori potevano fare scalo senza problemi. Nel 1892 venne costruito a Istanbul, allora capitale dell'Impero ottomano, l'Hotel Pera Palas, albergo che ebbe una fama quasi "mitica" ed è noto per aver ospitato Agatha Christie, che vi scrisse il suo romanzo più celebre, Assassinio sull'Orient Express. A questo hotel fecero seguito il Riviera Palace a Nizza, il Gezirah Palace Hotel a Il Cairo e l'Elysée Palace a Parigi.
Con la Grande Guerra gli alberghi di lusso si svuotarono e, con il ricavato della vendita degli immobili, la CIWL poté ricostruire le carrozze letto e ristorante decimate dal conflitto mondiale.